# Bert Tischendorf

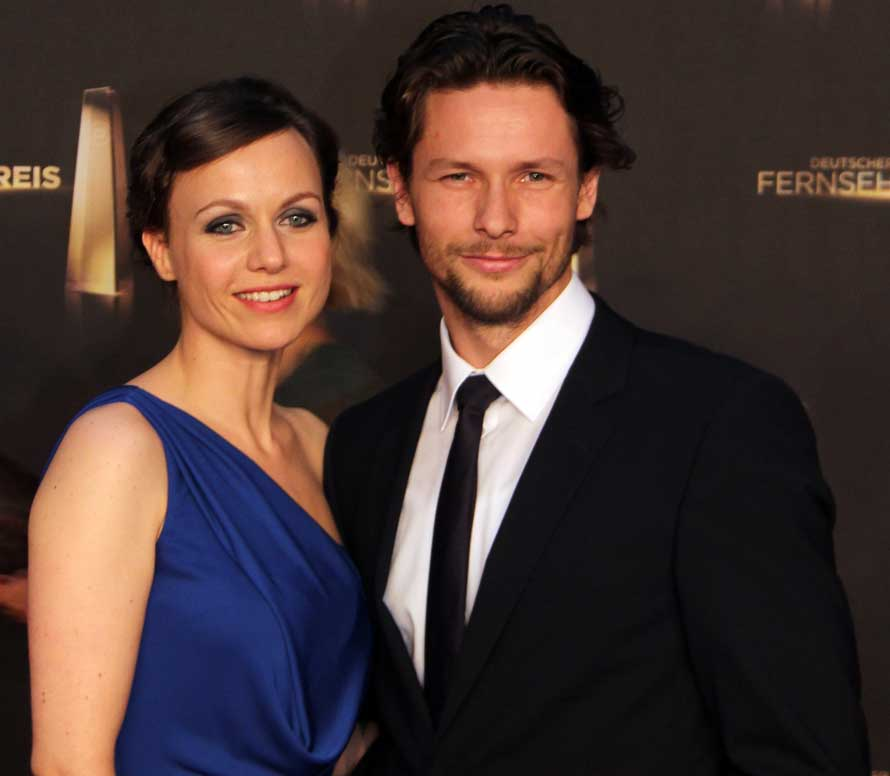
Tischendorf mit Nadja Becker bei der Verleihung des Deutschen Fernsehpreises 2012

Bert Tischendorf (* 21. Dezember 1979 in Schwerin) ist ein deutscher Schauspieler.

## Leben
Tischendorf wurde als Sohn eines Lehrerehepaars in Schwerin geboren. Seine Schulzeit verbrachte Tischendorf auf dem Schweriner Sportgymnasium und wurde in seiner etwa 10-jährigen Laufbahn als Leistungsschwimmer mehrmals Landesmeister von Mecklenburg-Vorpommern. 1998 legte er dort das Abitur ab. Nachdem er für anderthalb Jahre Medizin an der Universität Jena studierte, besuchte er von 2001 bis Oktober 2005 die Hochschule für Schauspielkunst „Ernst Busch“ Berlin. Bereits während seines Studiums wurde Tischendorf einem breiteren Publikum in der ProSieben-Serie 18 – Allein unter Mädchen bekannt, in der er eine der vier Hauptrollen verkörperte. Nach dem Studium spielte er kurzzeitig am Staatstheater Cottbus, bevor er von 2005 bis 2009 festes Ensemblemitglied des Schauspiel Frankfurt war.
Danach spielte er in den Fernsehfilmen Die Wanderhure samt Fortsetzungen und Isenhart die männliche Hauptrolle. Im ARD-Dokudrama Vom Traum zum Terror: Olympia München 1972 war er als Olympionike Manfred Ommer zu sehen.
2013 verkörperte Tischendorf in der RTL-Fernsehserie Doc meets Dorf eine der männlichen Hauptrollen.
Von 2018 bis 2019 spielte er die Hauptrolle in der RTL-Serie Beck is back!
Er lebt in Berlin.

## Filmografie

### Kino
- 2007: Survivre avec les loups
- 2012: Das Haus Anubis – Pfad der 7 Sünden
- 2015: A Cure for Wellness

### Fernsehen
- 2002: In einer Nacht wie dieser (Fernsehfilm)
- 2004–2005: 18 – Allein unter Mädchen (Fernsehserie)
- 2006: Familie Dr. Kleist[6] (Fernsehserie, Folge 2x05 Discofahrt)
- 2009: Geld.Macht.Liebe (Fernsehserie, Nebenrolle)
- 2010: Die Wanderhure (Fernsehfilm)
- 2010: Countdown – Die Jagd beginnt (Fernsehserie, Folge 2x04 Alte Freunde)
- 2011: Beate Uhse – Das Recht auf Liebe (Fernsehfilm)
- 2011: Isenhart – Die Jagd nach dem Seelenfänger (Fernsehfilm)
- 2011: Notruf Hafenkante (Fernsehserie, Folge 6x06 Goldfisch)
- 2012: Die Rache der Wanderhure (Fernsehfilm)
- 2012: Alarm für Cobra 11 – Die Autobahnpolizei (Fernsehserie, Folge 239 Zerbrochen)
- 2012: Der letzte Bulle (Fernsehserie, Folge 3x10 Hühnerabend)
- 2012: München 1972 – Vom Traum zum Terror (Fernsehfilm)
- 2012: Das Vermächtnis der Wanderhure
- 2013: Drei in einem Bett (Fernsehfilm)
- 2013: Doc meets Dorf (Fernsehserie)
- 2014: Der Knastarzt (Fernsehserie, Folge 5)
- 2015: Der Bergdoktor – Ein kaltes Herz
- 2015: Inga Lindström – Die zweite Chance
- 2015–2018: Letzte Spur Berlin (Fernsehserie) (30 Folgen)
- 2018–2019: Beck is back! (Fernsehserie)
- 2021: Die Sterntaler des Glücks (Herzkino, ZDF)
- 2021: WaPo Bodensee (Fernsehserie, Folge Seitenstechen)
- 2023: Der Bozen-Krimi: Die Todsünde
- 2023: SOKO Köln (Fernsehserie, Folge Kinderfrei)
- 2024: Theresa Wolff – Dreck! (Fernsehreihe)
- 2024: Nächste Ausfahrt Glück – Endlich ich (Fernsehreihe)

### Theater
Staatstheater Cottbus
- 2004: Bungee Jumping
- Die Legende vom goldenen Fisch[7]

Schauspiel Frankfurt (Auswahl)
- 2005: Urfaust von J.W. Goethe (Rolle: Mephisto); Regie: Jorinde Dröse
- 2006: Abalon, one night in bangkok von Fritz Kater (Rolle: Abalon); Regie: Peter Kastenmüller
- 2006: Gier von Sarah Kane (Rolle: B); Regie: Wanda Golonka
- 2006: Männerbeschaffungsmaßnahmen ein Liederabend von und mit Dietmar Loeffler (Rolle: Chantal); Regie: Dietmar Loeffler
- 2007: Die Dreigroschenoper von B. Brecht (Rolle: Jakob); Regie: André Wilms
- 2007: Iphigenie auf Tauris von J.W. Goethe (Rolle: Orest); Regie: Wanda Golonka
- 2008: Eines langen Tages Reise in die Nacht von Eugene O’Neill (Rolle: Edmund); Regie: Christof Nel
- 2008: Torquato Tasso von J.W. Goethe (Rolle: Tasso); Regie: Urs Troller
- 2009: Der Kirschgarten von A. Tchechow (Rolle: Jascha); Regie: Urs Troller
- 2009: Othello von W. Shakespeare (Rolle: Desdemona); Regie: Simone Blattner[8]

Burgfestspiele Bad Vilbel
- 2019: Pippi auf den sieben Meeren (Rolle: Seeräuber), Regie: Kirsten Uttendorf[9]